# Circo romano de Toledo
El circo romano de Toledo fue construido durante el siglo I, durante el mandato del emperador Octavio Augusto o el emperador Tiberio. Posiblemente, su construcción quedó incluida dentro del plan que el emperador emprendió por todo el Imperio para dotar a todas las grandes ciudades de edificios públicos, como termas, teatros, anfiteatros, o foros, con el objetivo de potenciar la romanización en estas zonas. En concreto, el circo romano se ubicó en el norte de la ciudad romana.
Pese a estar poco investigado, ya que más de la mitad de la infraestructura aún permanece sin excavar, sus similitudes con otros circos de la península, como el de Augusta Emerita, permiten afirmar que su aforo debía ser entre los 15 000 o 30 000 espectadores, lo que inicialmente resultó suficiente para cubrir las necesidades de la urbe así como de otros pueblos de los alrededores. El circo romano tenía unas dimensiones de 422 metros de largo por unos 112 metros de ancho. 
Con la información con la que se cuenta, no se tiene constancia de que el circo romano de Toletum se utilizara para la naumaquia (recreación de batallas navales) como ocurría, por ejemplo, en el circo romano de Tarraco.

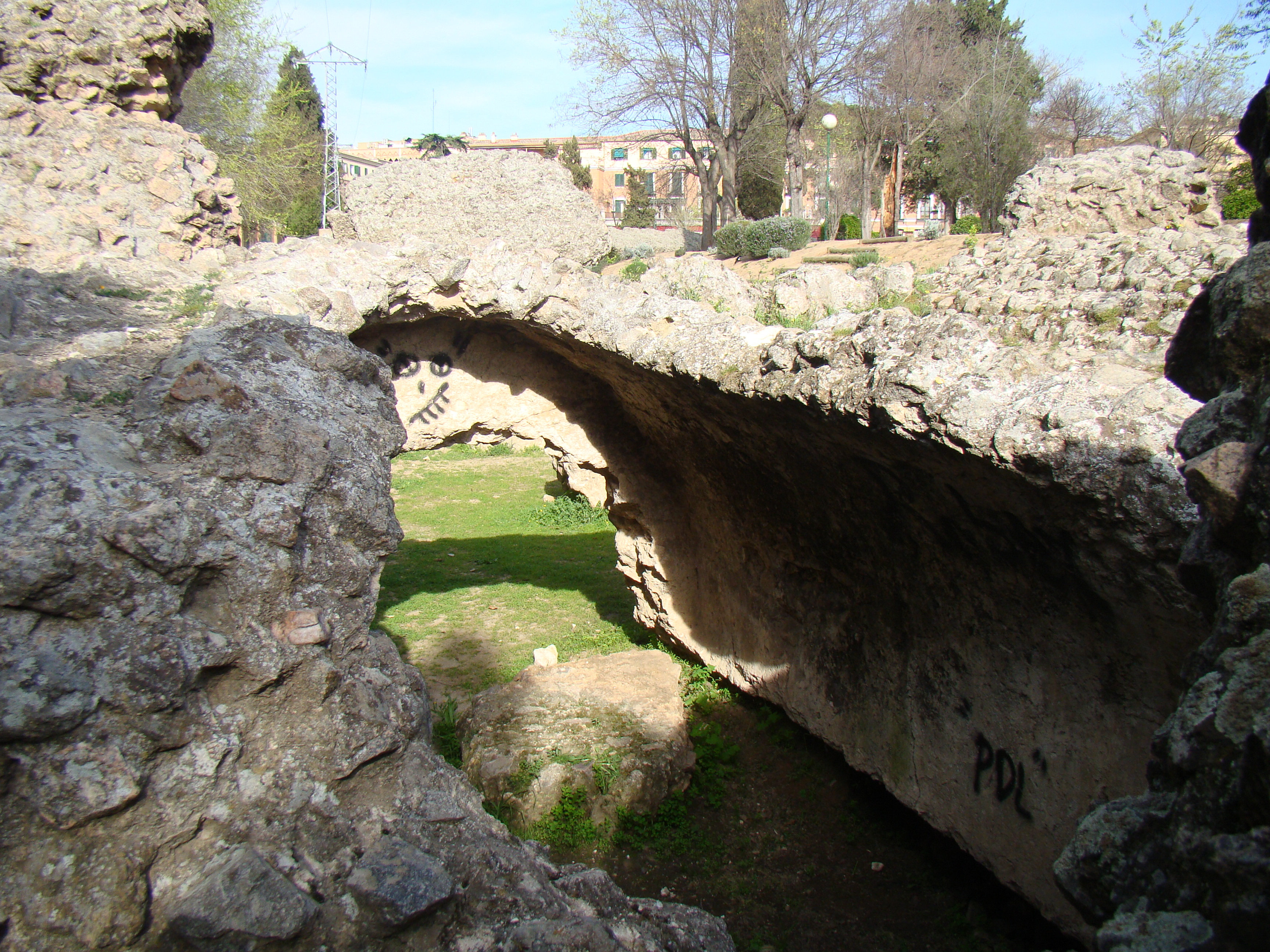
Vista de las ruinas

La importancia de los restos arqueológicos del circo es importante ya que permite afirmar que, dadas sus dimensiones, su aforo y comparándolo con los de otras ciudades hispanorromanas de la península ibérica, Toledo debió ser en época romana una ciudad que jugó un papel importante en la administración política y jurídica de la península.
Dadas las dimensiones del circo, como sucedió en casi todas las ciudades hispanorromanas, este se situaba a las afueras del recinto amurallado; es seguro que desde la ciudad existiera una calzada dirección al circo, la cual no ha sido encontrada.
Por otro lado, junto a este se ubicaba otra infraestructura dedicada al ocio: el teatro romano, justo donde actualmente se encuentran las instalaciones deportivas del colegio situado junto al circo. Se tiene constancia, por los vestigios que llegaron al siglo XX, de su existencia, si bien, la utilización del solar con otros fines ha impedido poner en valor los restos. Comprobando la diferencia del nivel del suelo entre los restos excavados del circo y el solar aledaño, es posible que bajo el subsuelo se conserven parte del Teatro como la escena, parte del frente escénico y los primeros graderíos. Además, la ubicación de las instalaciones deportivas en ese solar (cuya necesidad de aprovechar parte del subsuelo es nula), habrá permitido su conservación en una situación aceptable.
El otro edificio dedicado al ocio público, el anfiteatro romano de Toledo, se encontraba más alejado del circo y del teatro, en el barrio de Covachuelas. Justo en el tramo central de la calle Honda. No se tienen muchos datos de este, ya que a inicios del siglo XX, los restos fueron dinamitados con el objetivo de dedicar esos terrenos a otros menesteres, si bien, como sucedió con muchos restos, es posible que haya quedado algo bajo el subsuelo, aunque poco probable.
El declive de todos estos edificios llegó con la llegada del cristianismo, que rechazaba este tipo de eventos púdicos. Finalmente, fue con la llegada de la dominación visigoda cuando acabó abandonándose. A partir de este momento, comenzará el expolio de los sillares de granito que cubrían el Opus Camenticium para reaprovecharlo en otras construcciones. Este expolio se extenderá durante prácticamente toda la Alta Edad Media.

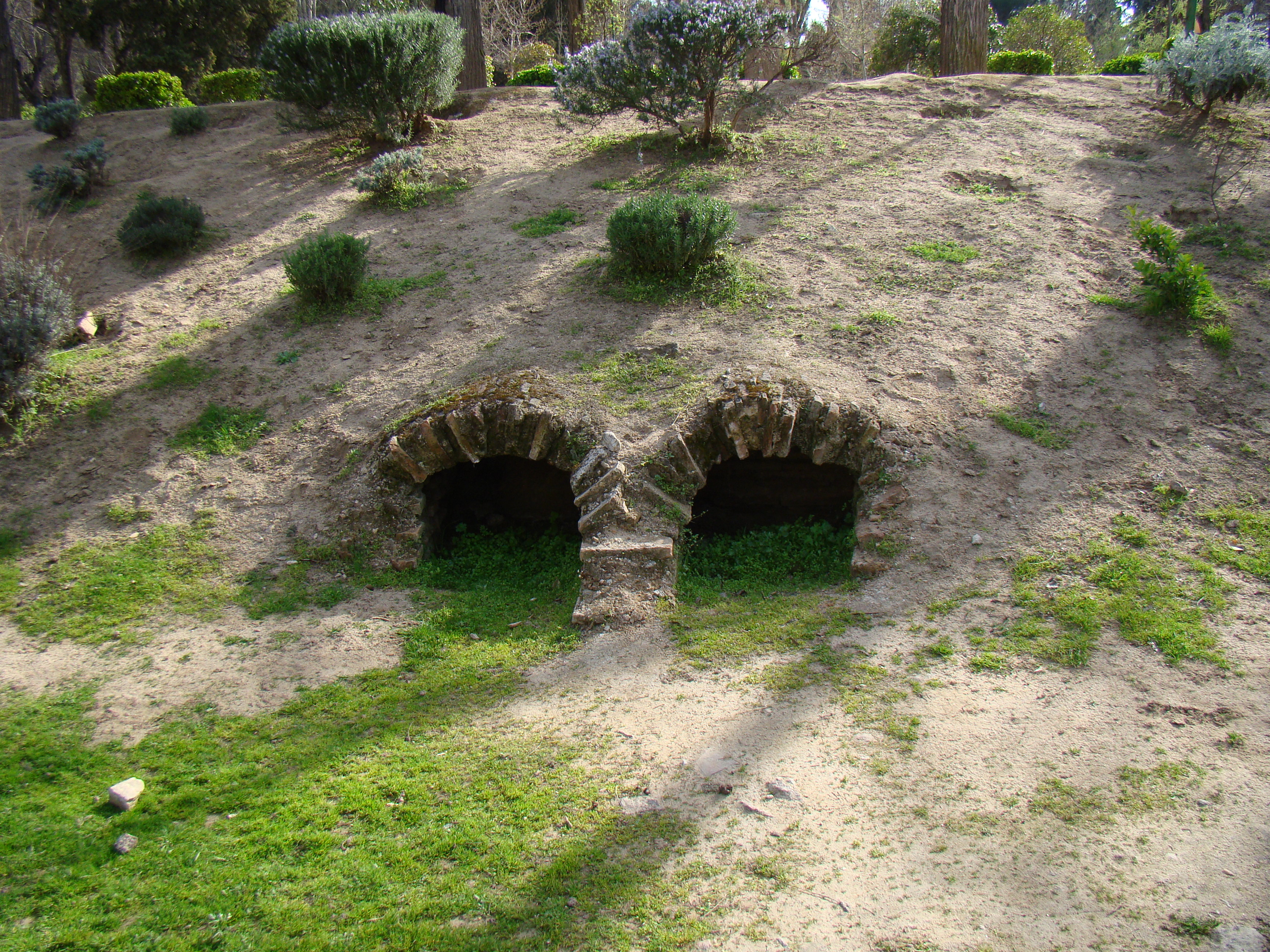
Detalle de las ruinas

Durante la etapa musulmana, al menos inicialmente, los graderíos del Circo fueron utilizados por comerciantes para ubicar ahí sus establecimientos. Más tarde, los árabes utilizaron el circo como cementerio, del que pueden observarse a simple vista muchos vestigios. Actualmente, el cementerio medieval permanece ahí, lo que convierte al parque arqueológico en un importante cementerio medieval.
Durante la Baja Edad Media, es posible que acabara el expolio, si bien los edificios quedaron abandonados a las afueras de la ciudad medieval, lo que facilitó que los años los sepultaran y que los Toledanos olvidaran la ubicación de los mismos.
Actualmente no existen planes de excavación y puesta en valor para los restos del Teatro ni del Anfiteatro, dado que no se tiene claro que queden restos de importancia. Sin embargo, entre 2011-2012 se realizó una importante intervención en el Circo, que incluyó la consolidación de los restos ya descubiertos, nuevas excavaciones, y el reacondicionamiento urbanístico que ha permitido poner en valor todo el complejo y preservar su superficie, en previsión de futuras intervenciones que sigan enriqueciendo el soberbio parque arqueológico del Toletvm romano.